# Das Geschenk (Comic)
Das Geschenk (Originaltitel: Superman: For the Man who has everything) ist ein 1985 von Alan Moore geschriebenes Superman-Special. Die Zeichnungen stammten von Dave Gibbons. Ursprünglich erschien die Geschichte in Superman Annual #11.

## Handlung
Batman, Robin und Wonder Woman besuchen die Festung der Einsamkeit, um Supermans Geburtstag zu feiern. Doch dort finden sie den Mann aus Stahl wie hypnotisiert dastehend, während eine absonderlich wirkende Pflanze aus seiner Brust ragt. Da erscheint der intergalaktische Eroberer Mongul und erzählt ihnen, dass er Superman dieses „Geschenk“ mit einer List gegeben hätte.
Die als Black Mercy bezeichnete Pflanze versetzt Superman in die Illusion, was geschehen wäre, wäre sein Heimatplanet Krypton nicht explodiert. In dieser Illusion führt Kal-El auf Krypton ein friedliches Leben und hat eine Familie. Sein Vater Jor-El dagegen hat viele Probleme. Aufgrund seines Irrtums bezüglich des Untergangs von Krypton wurde er aus dem Rat der Weisen ausgeschlossen und es gibt Demonstrationen deswegen.
Mongul kämpft derweil in der Festung der Einsamkeit gegen Supermans Freunde, damit sie seine Pläne nicht durchkreuzen. Da Batman und Wonder Woman ihm körperlich nicht gewachsen sind, versucht Robin Superman mit Hilfe spezieller Handschuhe von der Pflanze zu befreien. Als es gelingt, ist der Stählerne rasend vor Wut über Monguls Tat. Nach einem heftigen Kampf lässt Robin die Pflanze auf Mongul fallen und somit von diesem selbst Besitz ergreifen. Mongul sieht nun in seiner Illusion, welche großen Siege er hätte erlangen können, wenn er Superman bei ihrem ersten Aufeinandertreffen geschlagen hätte.